# Koro Koro Puzzle Happy Panechu!
Koro Koro Puzzle Happy Panechu! (コロコロパズル ハッピィパネッチュ!) es un software de videojuegos de puzle desarrollado y publicado por Nintendo para Game Boy Advance. Fue publicado sólo en Japón el 8 de marzo de 2002. Es el primer título de Game Boy Advance que utiliza un chip con sensor de inclinación.

## Jugabilidad
En Koro Koro Puzzle Happy Panechu!, la estrategia básica es primero llenar la pantalla con bloques de colores llamados Panechus y luego hacerlos desaparecer haciendo que un grupo de Panechus en un solo color se junten para llenar el medidor de la bomba. Luego combina las bombas en mega bombas para hacer estallar la pantalla a lo grande. El medidor de bomba es el campo punteado azul en la parte inferior derecha. Cuando haces desaparecer a Panechus, obtienes puntos negros en este campo, los cuales se convertirán en bombas la próxima vez que presiones A. Intenta hacer combos largos para conseguir mayores puntuaciones de bombas. Una combinación es cuando haces desaparecer Panechus en una fila sin interrupción. Puedes oír lo bien que te va con los gritos de los Panechus mientras desaparecen. Para algunos casos, un combo de 1 les hará decir "Feliz", un combo de 2+ les hará decir "TAN FELIZ", un combo de 6+ les hará decir "FELIZ MEGA" y así sucesivamente. Puedes ver en la parte superior del medidor de bombas cuántos puntos extra obtienes (1+, 2+, 3+, 5+, etc.). Si el campo se llena un "PELIGRO!" aparecerá la alerta, y tendrás 10 segundos para aclarar las cosas o se acabó el juego.

### Modos
Hay cinco modos de juego diferentes para elegir.
- Batalla de bloques - Activa bombas para enviar bloques a la pantalla de oponentes de IA. El primero en obtener una pantalla completamente desordenada pierde. El lado izquierdo te mostrará el estado del oponente.
- Juego Knock-Out - Explota bombas junto a la plataforma enemiga en el medio para hacerle daño, bombas más grandes significan más daño. La barra de estado a la izquierda muestra cuánta energía queda del enemigo. El enemigo enviará bloques mágicos al campo de juego para obstaculizarte.
- IQ Puzzles - Borra la pantalla de Panechus en el menor número posible de movimientos. Cualquier panechus que quede en la pantalla y pierdes. A diferencia de los otros modos, no se puede hacer aparecer más Panechus con el botón A y no hay bombas o contador de bombas.
- High Score Game - Reúne tantos puntos como sea posible en el tiempo establecido explotando grandes bombas.
- Desafío de Tiempo - Despeja la pantalla en el menor tiempo posible. El medidor superior derecho hace tictac, cuando se llena, nuevos bloques caen sobre la pantalla.

### Artículos
- Panechus - Las pequeñas criaturas lindas con labios grandes. Vienen en cuatro colores: rosa, amarillo, azul y verde. Cuando tres o más de ellos en el mismo color se unen, desaparecen.
- Bombas - Estos objetos negros son importantes en el juego. Cuando se juntan se pegan el uno al otro. Con el botón B se pueden hacer estallar dos o más pegados, borrando bloques o hiriendo a los enemigos. Pega cuatro en un cuadrado para hacer una bomba grande, pega dos bombas grandes juntas para hacer una bomba aún más grande, y dos de ellas te conseguirán la bomba más grande para crear. Bombas más grandes significan más potencia de fuego.
- Bloques que obstaculizan (gris) - Estos están principalmente en el camino. Pueden ser bloques individuales o filas más largas. No se mantienen juntos, y puedes hacerlos estallar con bombas. Las bombas necesitan tocar el bloque directamente para explotarlo.
- Bloques Mágicos (Transparentes) - Estos son más o menos lo mismo que los Bloques de Impedimento, excepto que son bonitos y de apariencia transparente. Estos sólo aparecen en el modo Knock-Out.
- Diamantes - Estos son objetos raros. Cuando se expande con el botón B, todos los bloques de la pantalla desaparecen. Puedes hacerlos aparecer cerrando un Panechu dentro de una bomba grande (hacer una bomba 3×3 con un Panechu en el medio).
- Bloques de modo IQ - Hay tres tipos de bloques en este modo: IQ-Panechu (nariz grande), que funciona como un Panechu normal; Bloque de pared (Nostrils), que forma un bloque rígido cuando se pega entre sí; y Bloque IQ-Hinder (Bloque de dormir gris), que se interpone en el camino.

### Reversión del sensor de inclinación
Es posible invertir el sensor de inclinación para poder reproducirlo correctamente en un GBA SP.
En el menú vaya a "opción" (panechu verde derecho) y luego elija la "sensibilidad de inclinación" azul. En esta pantalla presiona y mantén presionado primero UP, luego L, luego R y finalmente B. Después de esto recibirás un mensaje de confirmación acompañado de un pequeño timbre.
Es posible que desee reconfigurar su sensibilidad de nuevo a donde estaba desde que presionando hacia arriba lo cambió.